# Донський юридичний інститут
Донський юридичний інститут (ДЮІ) — вищий навчальний заклад, розташоване в місті Ростов-на-Дону.

## Історія
Інститут був заснований 22 квітня 1994як недержавна освітня установа. Перший набір налічував всього 80 студентів, а заняття проходили в  орендованому приміщенні.
Завдяки зусиллям і прагненням першого ректора ДЮІ  Євгенія Івановича Дулімова в Північному житловому масиві Ростова-на-Дону було побудовано власну будівлю.
Інститут веде підготовку висококваліфікованих фахівців в області  юриспруденції.

## Структура
В інституті працюють наступні кафедри:
- Кафедра цивільного права та цивільного процесу;
- Кафедра кримінального права і кримінального процесу;
- Кафедра конституційного (державного) права;
- Кафедра теорії та історії держави і права;
- Кафедра гуманітарних, соціально-економічних та природничих дисциплін;
- Кафедра іноземних мов.

## Культурно-спортивна діяльність
З 1996 року в інституті працює Студентське наукове товариство. Щороку інститут проводить науково-практичні студентські конференції.
Інститут виступає за відродження  козацтва та його правового статусу в  Росії. Співпрацюючи з  Всевеликого війська Донського ДЮІ вже не раз організовував тематичні конференції.